# Vigilanzsystem
Ein Vigilanzsystem (lateinisch vigilantia ‚Wachheit‘, ‚Schlauheit‘) ist ein Beobachtungs- und Meldesystem, dessen Einrichtung durch Europarecht, insbesondere durch das europäische Medizinprodukterecht, vorgegeben ist.
Das Vigilanzsystem umfasst alle Stufen der Marktbeobachtung in Verkehr gebrachter Medizinprodukte durch den Hersteller oder Importeur, die Beobachtung und Bewertung aller Vorkommnisse, deren Meldungen an die Behörden und der Gefahrenabwehr, wie z. B. Rückrufe. Weiterhin umfasst das Vigilanzsystem alle Informationsebenen der nationalen Behörden, ihre Unterrichtungen untereinander, ihre Risikobewertung und weitere Aktionen zur Gefahrenabwehr.
Meldungen durch den Hersteller an die Behörde geschehen in der Bundesrepublik Deutschland ausschließlich über Online-Formulare, deren Verwaltung durch das Deutsche Institut für Medizinische Dokumentation und Information (DIMDI) erfolgt.
In der Bundesrepublik Deutschland ist die Oberbehörde des Vigilanzsystems das Bundesinstitut für Arzneimittel und Medizinprodukte (BfArM).
Die Medicines and Healthcare products Regulatory Agency (MHRA) erarbeitete Empfehlungen zu Vigilanzsystemen für Medizinprodukte in Europa (MEDDEV 2.12/1 rev 8). Nach Einführung der Verordnung (EU) 2017/745 über Medizinprodukte wurde dieses Dokument durch die MDCG Guideline 2023-3 „Questions and Answers on vigilance terms and concepts as outlined in the Regulation (EU) 2017/745 on medical devices“ ergänzt bzw. abgelöst.